# Tangara sucrier
Genre
Espèce
Statut de conservation UICN

 LC  : Préoccupation mineure
Synonymes
- Dacnis pulcherrima (Protonyme)
- Tangara pulcherrima
- Iridophanes pulcherrima

Le Tangara sucrier (Iridophanes pulcherrimus), également appelé Iridophane sucrier, Calliste sucrier ou tangara à collier doré, est une espèce de passereaux de la famille des Thraupidae. C'est l'unique espèce du genre Iridophanes.

## Répartition
Il vit dans les montagnes du Pérou, d'Équateur et du sud de la Colombie.

## Liste des sous-espèces
D'après la classification de référence (version 5.2, 2015) du Congrès ornithologique international, cette espèce est constituée des deux sous-espèces suivantes (ordre phylogénique) :
- Iridophanes pulcherrimus pulcherrimus P.L. Sclater, 1853
- Iridophanes pulcherrimus aureinucha (Ridgway, 1879)